# Anurida granaria
Anurida granaria är en urinsektsart som först beskrevs av Hercule Nicolet 1847.  Anurida granaria ingår i släktet Anurida och familjen Neanuridae. Arten är reproducerande i Sverige. Inga underarter finns listade i Catalogue of Life.